# 沼泽深处的女孩
是一部2022年的美国推理驚悚剧情片，本片改编自迪莉婭．歐文斯的英文同名小说《沼澤女孩》，由奥利维亚·纽曼执导，露西·阿里巴编剧，瑞茜·威瑟斯彭制片。主演包括黛西·埃德加-琼斯、泰勒·约翰·史密斯、哈里斯·迪金森、迈克尔·凯悦、小斯特林·梅瑟和大卫·斯特雷泽恩主演。
《沼泽深处的女孩》由索尼影视娱乐发行，2022年7月15日美国上映。這部電影發行後在全球票房收入超過1.4億美元，但獲得的評價褒貶不一，影評家稱讚黛西·埃德加-琼斯的演出表現，批評處則在於電影的敘事語無倫次，和觀眾的積極反應有所區別。電影裡刻劃非裔人士的劇情也引起了爭議。

## 剧情
故事環繞著名為凯瑟琳·“奇雅”·克拉克的女子展開，講述「奇雅」一生的經歷與糾葛，奇雅自幼便在北卡罗来纳州的沼泽地成長，是一个足智多谋的女孩，但是她的父親酗酒成性，動輒對家庭成員暴力相向，讓母親和兄姐們苦不堪言。20世纪50年代初（1953年），奇雅的父親離家出走，連母親和兄姐們也因為不堪折磨離開家庭，奇雅被她的父母和兄姐們遗弃，她学会了独自生存，憑藉在巴克利灣的雜貨店賣貽貝為生，雜貨店的老闆梅布爾和強平對她照應有加，更成為她的好朋友。鎮上的人們都稱她為「沼澤女孩」。奇雅閒暇之餘經常將沼澤的生態繪製成圖和紀錄成文章，和年齡稍長於她的男孩泰特·沃克交情甚篤，泰特經常和她分享書籍，教導她讀書、寫字和算數，加著兩者同樣熱愛自然事物而交留甚歡，雙方日久生情，直至後來泰特離開小鎮，前往鎮外的大學就讀，違背他在7 月 4 日回到她身邊的承諾。
柴斯·安德鲁是鎮上的一名明星四分卫，1968 年，奇雅和柴斯開始交往，柴斯甚至還允諾和奇雅一起結婚，奇雅從柴斯的手裡獲贈一枚小貝殼，將其製成項鍊。次年（1969年），泰特從外地返回小鎮，想和奇雅重新交往，但此時的奇雅對此感到不確定，直至奇雅發現柴斯已經和另一名女子訂婚時，奇雅正式和柴斯分手。奇雅開始將她多年來以沼澤生態為主題的圖文創作出版成書，讓她有著豐富的收入可以維持家計。一陣子後，奇雅的哥哥朱迪再次出現，告知母親在她能夠與孩子們團聚之前就去世了。朱迪承諾只要有機會就會來拜訪她。
奇雅繼續在沼澤地過著生活，不料柴斯仍持續糾纏奇雅，甚至試圖對她強暴，奇雅擊退圖謀不軌的柴斯，警告柴斯倘若還不放過她，那就會對他痛下殺手，這番對話不巧被一名漁夫聽見，柴斯採取行動破壞了奇雅棲身的小屋。幾天后，路過的民眾發現柴斯的屍體留在一座消防塔的底部，顯然他是從那裡掉下來的。由於泥濘的沼澤在漲潮時氾濫，摧毀了兇手的任何痕跡，塔內也沒有發現任何指紋。柴斯死去當晚佩戴的貝殼項鍊已從他身上消失。奇雅因為此事被指控犯有一級謀殺罪，受到可疑鎮民的先入為主的判斷，但是事發當時她正在格林維爾與一家圖書出版商會面，商討作品出版事宜。警方和檢察官推測她可能喬裝打扮，乘坐夜間往返巴士前往巴克利灣，在短暫停留期間將柴斯引誘到消防塔並殺了他。憑藉毫無根據的理論、失踪的項鍊和漁夫的證詞，奇雅在1969 年的審判中在一位退休律師的幫助下被判無罪。
事件落幕後，泰特和奇雅經歷床笫之歡，泰特向奇雅求婚，奇雅則表示他們已經如同雁鳥一樣是夫妻。接下來的期間，泰特和奇雅在沼澤地共度餘生，奇雅創作的插圖自然書籍陸續付梓，朱迪和他的家人經常抽空拜訪兩者。多年過去，已屆晚年的泰特和奇雅仍過著觀察沼澤地生態的平靜生活，直至某日奇雅獨自在沼澤地乘小船遊蕩時，她看見了母親的幻象向她招手而露出欣喜之情，最終被泰特發現她倒臥在小船裡逝世。奇雅過世後，泰特整理奇雅的遺物，將她的部分研究著作捐贈給博物館，當泰特翻閱著奇雅生前的日記時，留意到奇雅其中一段文字中寫著「有時候獵物為了要自保，必須殺死掠食者」，還有柴斯配戴貝殼項鍊的肖像畫，更讓泰特驚愕的是，日記的書底藏著柴斯那條在命案發生時遺失的貝殼項鍊。
故事的尾聲，泰特將這條貝殼項鍊拋進沼澤裡，任潮汐將貝殼項鍊捲走掩埋，鏡頭以一切回歸平靜、螢火蟲漫舞的沼澤伴隨奇雅的獨白作結。

## 演员
- 黛西·埃德加-琼斯饰演凯瑟琳·“奇雅”·克拉克（Catherine "Kya" Clarke）
  - 乔乔·雷吉娜饰演年轻的凯瑟琳·“奇雅”·克拉克
- 泰勒·约翰·史密斯饰演泰特·沃克（Tate Walker）
  - 卢克·大卫·布鲁姆饰演年轻的泰特·沃克
- 哈里斯·迪金森饰演柴斯·安德鲁（Chase Andrews）
- 迈克尔·凯悦（英语：Michael Hyatt）饰演Mabel
- 小斯特林·梅瑟饰演Jumpin
- 大卫·斯特雷泽恩饰演Tom Milton
- 杰森·华纳·史密斯（英语：Jayson Warner Smith）饰演Deputy Joe Purdue
- 加瑞特·迪拉胡特饰演Pa
- 阿娜·欧蕾莉饰演Ma
- 埃瑞克·拉汀饰演Eric Chastain

## 发行
电影计划于2022年7月15日上映，其原定于2022年6月24日上映，之后被推迟到2022年7月22日，随后再次改档，提前一周到目前的上映时间。
美国創作歌手泰勒·斯威夫特为这部电影创作并演唱了原创歌曲Carolina，称她“几年前读这本书时完全迷失在（这本书）中”并且“想要创作一些令人难以忘怀和空灵的东西”，歌曲的片段出现在了电影的宣传预告片。

## 評價
《沼泽深处的女孩》在影評家和觀眾之間獲得截然不同的評價，爛番茄根據206條專業評論，收獲「新鮮度」34%，平均得分5.2/10，觀眾好評度97%，平均得分4.7/5。網站影評家共識評價寫道：「盡管黛西·埃德加-瓊斯全力以赴，但《沼泽深处的女孩》最終無法將其源材料提煉成一部音調連貫的戲劇」。Metacritic則根據45條專業評論，獲得加權平均分數43分（滿分100分），代表「褒貶不一或中庸」。觀眾評比的部分，CinemaScore的調查顯示觀眾在 A+至 F評分區間給予「A-」的平均分數，PostTrak的調查報告則顯示87% 的觀眾給它正面的評價（平均評分為4.5顆星，滿分5顆星），其中70%的受訪者表示他們肯定會推薦它。
根據《Deadline Hollywood》的報導，在首映週末的觀眾中，32%的人與想看這部電影的人一起來，而30%的人看這部電影是因為他們是原作的書迷。為《Deadline Hollywood》撰稿的安東尼·狄亞利山卓（英語：Anthony D'Alessandro）指出，本片的預期首週末票房為900萬至1000萬美元，最終結果卻達到1700萬美元。他稱本片是遭到影評人嚴厲批評卻票房高於預期的案例，「影片的開畫票房比預期多出70%。當爛番茄沒有毀掉電影的票房時，這對電影業來說是一件好事。」